# ألفرد آير
ألفرد جول آير (بالإنجليزية: Alfred Jules Ayer) هو فيسلوف بريطاني ولد في 29 أكتوبر 1910وتوفي في 27 يونيو 1989 تمحورت أفكاره حول نقد الميتافيزيقيا بمختلف فروعها كاللاهوت والجمال والأخلاق. حيث رأى أن الميتافيزيقيا لا يمكن التأكد من حقيقتها من خلال التجربة. كما أنكر بديهية الأحكام المتعلقة بالماضي، وذهب إلى أنها ليست كبداهة الحاضر، لأننا لا نتمكن من الرجوع إلى الوراء للتيقن من صحة ما وقع في الماضي، والنتيجة أننا لا يمكننا أن نثبت ذلك بطريقة علمية. إلا أنه أظهر بعض التراجع عن هذه النظرية في بعض التعديلات التي أجراها على كتبه فيما بعد.

## مسيرته المهنية
ولد آير سنة 1911، وتعلم في كلية آيتون، وكلية كنيسة المسيح في أكسفورد، وفيها سيقوم بالتدريس فيما بعد. أثناء الحرب العالمية الثانية عمل في الحرس الويلزي، وفي سنة 1945 عين ملحقا بالسفارة البريطانية في باريس، ثم عين أستاذا للفلسفة في كرسي «جروت» في كلية الجامعة في لندن في سنة 1947.
وفي سنة 1952 أنتخب عضوا في الأكاديمية البريطانية، وفي سنة 1959 صار أستاذا للمنطق في كرسي «ويكهام» في جامعة أكسفورد.

## آراءه
في كتابه «اللغة، والحقيقة، والمنطق» لسنة 1936، فيه دفاع حار سهل العبارة عن النزعة الوضعية المنطقية المقصورة على الظواهر. وخلاصة آرائه في هذا الكتاب أن الميتافيزيقا مستحيلة، لأن القضايا الميتافيزيقية خاوية من المعنى. والجملة لا يكون لها معنى بالفعل إلا إذا كان هناك وسيلة يتخذها الإنسان لتعيين صحة أو بطلان جملة، وإذا لم تستطع التجربة حسم المشكلة، فإن هذه المشكلة ليس لها معنى واقعي.
والقضايا الفلسفية ليست واقعية، بل لغوية، إنها ليست تقريرات واقعية، بل هي إما تعريفات لألفاظ جارية الاستعمال، أو التعبيرات عن استلزامات لهذه التعريفات، والتقريرات التي تقرر قيما أو واجبات هي ليست صادقة ولا كاذبة، وإنما تعبر فقط عن مشاعر المتكلم.
وهو يفضل أن يسمي نزعته هذه باسم التجريبية المنطقية (بالإنجليزية: Logical empiricism) بدلا من التسمية باسم الوضعية المنطقية لكن لا فارق في الواقع بين المقصود وبين المضمون في كلتا النزعتين. وآير لا يأتي في كتابه هذا بأفكار جديدة تخالف تلك التي نجدها في سائر مؤلفات أصحاب الوضعية المنطقية، كل ما هنالك هو أنه حاول عرضها على نحو أكثر إتساعا، وهو يتناول في هذا الكتاب المسائل التالية: الإدراك، الإستقراء، المعرفة، المعنى، الحقيقة، القيمة. وفي الطبعة الثانية التي صدرت سنة 1946 حاول آير أن يرد على من إنتقدوه، وكانوا عديدين، وذلك في مقدمة هذه الطبعة، كذلك أجرى بعض التعديلات على آرائه، لكنها تعديلات طفيفة لا تغير من جوهر الكتاب في طبعته الأولى (1936).
وقد وجد آير المعيار لمعرفة هل قضية ما ذات معنى أو لا- وجده في مبدأ إمكان التحقيق (بالإنجليزية: Verification principle)، والتحقيق يكون عن طريق التجربة، وهو نفس المبدأ الذي دار عليه كلام الوضعية المنطقية في هجومها على الميتافيزيقا، بل والفلسفة بعامة. لكن آير ميز بين معنيين لهذا المبدأ معنى قوي يقرر أن القضية تكون خالية من المعنى إلا إذا أثبتت التجربة صحتها، ومعنى ضعيف يكتفي بالإستشهاد ببعض الملاحظات التي تقرر صحة أو بطلان القضية. آير يأخذ بالمعنى الضعيف لمبدأ إمكان التحقيق دون المعنى القوي، وذلك على أساس أن القوانين الكلية ووقائع الماضي لا يمكن إخضاعها للتجربة، فهل نعدها جميعا باطلة؟ كلا، ولهذا يقتصر على المعنى الضعيف فقط، فيكتفي-من أجل إثبات صحة أو بطلان قضية ما- بالإستشهاد بجملة ملاحظات أو شواهد.
ومع ذلك، ورغم هذا التوسع، فإنه هاجم القضايا الميتافزيقية وعدها خالية من المعنى، وبالتالي باطلة، لأنه-فيما زعم، وفي هذا هو يساير رودلف كرنب- لم يجد مشاهدات لإثبات قضايا ميتافزيقية مثل عالم التجربة الحسية غير الحقيقي وأنه لا توجد مشاهدة تساعد على تحديد ما إذا كان العالم ذا جوهر نهائي واحد أو هو مؤلف من عدة جواهر نهائية.
ومادامت الفلسفة- في نظرته هذه- لا تقدم حقائق، فإن مهمتها ينبغي أن تنحصر في «التحليل» أي تحليل؟ التحليل اللغوي المحض، والفلسفة صارت في زعمه مجرد تحليل لألفاظ اللغة، ومهمة الفلسفة ستكون إذن تزويدنا بوسائل لتحديد معنى رمزها، وذلك بترجمته إلى جمل لا تحتوي على نفس هذا الرمز أو أي رمز مرادف له.
وفي كتابه «أسس المعرفة التجريبي» (1940) يتناول بالبحث معرفتنا بالعالم الخارجي، وفيه يذهب إلى أنه لا يمكن حسم النزاع بين الواقعيين Realists وبين القائلين بنظرية المعطى الحسي Sense-datum، وذلك حين يقول الواقعيون أن الموضوعات المادية يمكن أن تكون لها ألوان مختلفة في وقت واحد، بينما أصحاب نظرية المعطى الحسي ينكرون ذلك ويقولون إنها لا يمكن أن تكون لها ألوان مختلفة في وقت واحد. إذ يقول آير أنه لا توجد ملاحظة يمكنها حسم الأمر لصالح أحد الطرفين، ولهذا ينتهي إلى القول بأنه مادام يمكن التكلم بلغة الواقعية وبلغة نظرية المعطى الحسي، فالأمر يرجع إلينا في اختيار أيها أسهل على النطق! أما هو فيميل إلى لغة الأخيرين، وإتجاهه الأساسي هو إلى الاقتصار على الظواهر Phenomenalism، مدعيا أن التجريبيين قد مضوا شوطا أبعد مما ينبغي، ومفاد هذا الإتجاه كما حدده آير هو أن كل جملة تتعلق بموضوع مادي يمكن أن تترجم إلى جمل تشير إلى معطيات حسية فقط، ويتضمن ذلك القضايا الشرطية التي على الصيغة «إذا كان لي أن أفعل كذا وكذا، فلا بد أن أعاني بالتجربة كذا وكذا». ومعطيات الحس لا تحدد بالدقة موضوعا ماديا، فمن المستحيل مثلا أن نحلل جملة تتعلق بالمنضدة إلى مجموعة من التقريرات المتعلقة بمعطيات الحس، لكننا نستطيع أن نشير إلى تلك العلاقة التي تؤدي إلى أن نبني من تجاربنا تقريرات تتعلق بموضوعات مادية.

## مؤلفاته
- اللغة، الحقيقة، المنطق (1936).
- أسس المعرفة التجريبية (1940).
- التفكير والمعنى (1947).
- محاولات فلسفية ومشكلة المعرفة (1956)
- راسل ومور: الميراث التحليلي (1971)

## روابط خارجية
- ألفرد آير على موقع IMDb (الإنجليزية)
- ألفرد آير على موقع الموسوعة البريطانية (الإنجليزية)
- ألفرد آير على موقع مونزينجر (الألمانية)
- ألفرد آير على موقع إن إن دي بي (الإنجليزية)